# Теппер, Дэвид
Дэвид Алан Теппер (родился 11 сентября 1957 года) — американский миллиардер, управляющий хедж-фондом . Он является владельцем футбольного клуба «Каролина Пантерз» из Национальной футбольной лиги (НФЛ) и футбольного клуба «Шарлотт» из Высшей лиги футбола (MLS). Теппер — основатель и президент Appaloosa Management, глобального хедж-фонда, базирующегося в Майами-Бич, Флорида .

## Биография
В 1978 году он получил степень бакалавра экономики в Питтсбургском университете, а в 1982 году — степень магистра делового администрирования в Университете Карнеги-Меллона . В 2013 году он передал крупнейшее пожертвование за свою карьеру, 67 миллионов долларов, Университету Карнеги-Меллон, бизнес-школа которого названа в его честь - Школа бизнеса Теппера 
В 2012 году издание Institutional Investor's Alpha назвало Теппера самым высокооплачиваемым хедж-фонд-менеджером в мире. Его доход составил 2,2 миллиарда долларов США. В 2018 году он занял третье место в списке Forbes «Самые высокооплачиваемые управляющие хедж-фондами», заработав 1,5 миллиарда долларов за год. В статье журнала New York (2010) он описывался как объект «определённого почитания герою внутри отрасли»; один из инвесторов назвал его «золотым богом». В 2019 году Теппер объявил о намерении в будущем преобразовать свой хедж-фонд в семейный офис.